# ألان جونسون (لاعب كرة قدم بريطاني)
ألان جونسون (بالإنجليزية: Alan Johnson)‏ (19 فبراير 1971 في المملكة المتحدة - ) هو لاعب كرة قدم بريطاني في مركز الدفاع. لعب مع بريستون نورث إيند ونادي روتشديل وويغان أتلتيك ولينكولن سيتي أف سي.

## وصلات خارجية
- ألان جونسون على موقع قاعدة بيانات كرة القدم.إي يو (الإنجليزية)
- ألان جونسون على موقع Soccerbase.com (لاعب) (الإنجليزية)